# Massacro di Bačka
Il massacro di Bačka è una serie di stragi commesse dall'Esercito Popolare di Liberazione della Jugoslavia comandata da Josip Broz Tito che ordinò la pulizia etnica contro cittadini di etnia tedesca e ungherese nel 1944-1945 nonché la rappresaglia contro serbi prigionieri che si erano arresi e presunti reduci dell'esercito iugoslavo in patria che cercavano di nascondersi o fuggire all'estero.

## Contesto storico
Durante la seconda guerra mondiale nel 1941 i nazisti occuparono la Jugoslavia. La regione della Voivodina venne divisa in tre zone:il Banato sotto diretto controllo nazista, il Bačka dall'Ungheria di Miklós Horthy e il distretto della Sirmia dallo Stato Indipendente di Croazia. Fin dall'inizio gli occupanti commisero molti crimini contro l'umanità, colpendo specialmente i serbi, gli ebrei e i cittadini in generale. Pertanto molti abitanti della Voivodina, appartenenti a tutti i gruppi etnici, entrarono nella resistenza contro gli invasori. Bačka era una regione molto eterogenea etnicamente, secondo il censimento ufficiale la popolazione era così ripartita:
| Anno | Ungheresi | Tedeschi | Serbi                   |
| ---- | --------- | -------- | ----------------------- |
| 1910 | 44,75%    | 23,47%   | 17,86%                  |
| 1921 | 35,5%     | 23,65%   | 33,55% (inclusi croati) |
| 1941 | 45,4%     | 20,52%   | 19,15%                  |

Nel 1944 l'Armata Rossa riuscì a sfondare il fronte, cedendo poi il controllo della zona ai partigiani jugoslavi. Il 17 ottobre 1944, per ordine di Tito, nel Banato, nel Bačka e nella Baranja venne insediata un'amministrazione militare. Tito per quanto riguardava l'amministrazione militare disse:
"La liberazione di Bačka, Banato e Baranja richiede il ritorno alla vita normale nel più breve tempo possibile e l'insediamento del potere democratico popolare in questi territori. Le specifiche circostanze in cui questi territori vissero sotto l'occupazione e una missione per scongiurare pienamente ogni avversità inflitta al nostro popolo dalle forze occupanti e da elementi etnici stranieri qui colonizzatisi, richiede che, all'inizio, noi concentriamo tutto il potere per muovere l'economia e portare avanti la guerra di liberazione con più successo".

## Eventi
Le truppe partigiane avevano il seguente ordine: "si doveva mostrare la più forte determinazione possibile contro gli esponenti della quinta colonna, specialmente contro tedeschi e ungheresi" .
Il generale di brigata Ivan Rukavina, sempre eseguendo la volontà di Broz, ordinò che "si doveva tutelare il carattere slavo della zona" ma tutti sapevano bene che in tale posto mai nella storia gli slavi furono maggioranza, la quale invece era costituita da ungheresi seguìti da tedeschi e solo una minoranza era slava ma considerando serbi e croati assieme. Era chiaro ai militi titoisti che dovevano praticare una cruenta pulizia etnica contro gente non etnicamente slava.

## Controversie circa il numero di vittime
Varie fonti riportano numeri di vittime diverse. Un documento jugoslavo "Il libro delle prove delle vittime di crimini di guerra nel 1944/45" afferma una totale di 1686 uccisioni nel Bačka,  circa 1000 delle quali presunti ungheresi. Lo storico Kasaš stima che 5.000 Ungheresi furono uccisi.
Altre stime variano da 40.000 a 50.000.
Secondo altre fonti, il numero più probabile di vittime è fra 20.000 e 25.000 mentre altre affermano un probabile numero di 35.000 (Cseres Tibor fornisce una stima esatta di 34491 vittime .).
Le stime pertinenti i cittadini di etnia tedesca vanno da 17.000 a 100.000 uccisi e quelle riguardo ai serbi vanno da 23.000 a 47.000 vittime.